# Jiří Bečka
Jiří Bečka (* 16. Oktober 1915 in Prag; † 21. Dezember 2004 ebenda) war ein tschechischer Orientalist und Iranist. 

## Biografie
Bečka nahm nach dem Besuch des Gymnasiums ein Rechtsstudium an der Karls-Universität auf. Danach studierte er dort Orientalistik. 1945 war er Mitbegründer der Zeitschrift Nový Orient. Von 1952 bis 1976 arbeitete er bei der Tschechoslowakischen Akademie der Wissenschaften. Er beschäftigte sich vor allem mit der Geschichte der persischen Kultur und in der tadschikischen Philologie. Er hinterließ über 1.000 Schriften.

## Werke
- Afghánistán, Praha: NPL, 1965.
- A Study in Pashto Stress, Prague: Academia, 1969.
- Táríhi adabijáti tágíkistán, Přel. z angl. do urdštiny Kabír Ahmad Ğájsí, Dihlí: Anğumani teraqíji urdú, 1977.
- Spisovatel a učenec Sadriddín Ajní, Praha: Academia, 1978.
- Úvod do paštského jazyka, Praha: Academia, 1979.
- Íránský svět v české a slovenské literatuře a vědě: čs. bibliografie íránských lit., Praha: Sdružení českých překladatelů při Českém literárním fondu, 1988
- Adabíját-e fársí dar Tádžíkestán (Persische Literatur in Tadschikistan), Tehrán: Markaz-e motáleát va tahqíqát-e farhanqí-je sejnolmelalí, 1993.
- Iranica bohemica et slovaca: litterae, Praha: Akademie věd České republiky, Orientální ústav, 1996.
- Islám a české země, Votobia, Olomouc 1998.
- Persko-český slovník, sestavil Jiří Bečka; upravil a doplnil redakční kolektiv: Mohammad Hassani, Mehdi Meshkato-Dini, Petr Pelikán, Velvyslanectví Íránské islámské republiky v Praze, 2004.